# Луговой (Марий Эл)
 Луговой  — посёлок в Советском районе Республики Марий Эл. Входит в состав Солнечного сельского поселения.

## География
Находится в центральной части республики Марий Эл на расстоянии приблизительно 22 км по прямой на юг-юго-запад от районного центра посёлка Советский.

## История
Посёлок был основан в 1979 году на базе военного объекта. Здесь было открыто производство одного из филиалов Марийского машиностроительного завода. Первоначальное название посёлка было Комсомольский, но его пришлось поменять во избежание путаницы с одноимённым посёлком Верх-Ушнурского сельского поселения.

## Население
Население составляло 52 человека (русские 33 %, мари 65 %) в 2002 году, 44 в 2010.